# Pincher Creek
Pincher Creek ist eine Gemeinde im Südwesten der kanadischen Provinz Alberta, mit dem Status einer Kleinstadt (englisch Town). Sie liegt in der Prärie rund 30 Kilometer östlich der Rocky Mountains und 210 km südlich von Calgary am gleichnamigen Fluss Pincher Creek, einen Nebenfluss des Oldman River. Die Kleinstadt liegt in der Region Süd-Alberta am Übergang von den kanadischen Rocky Mountains in die Ebenen des Palliser-Dreieck und ist Verwaltungssitz des Verwaltungsbezirks („Municipal District“) Pincher Creek No. 9
Im Umkreis von etwa 50 km ist Pincher Creek der größte Ort, weshalb er für die Region eine recht bedeutende Einkaufsstadt darstellt. Entstanden ist die Stadt aus einem Posten und einer Pferderanch, welche die North West Mounted Police hier 1878 errichtete, nachdem unter anderem mit den First Nation der Nitsitapii (Blackfoot)-Konföderation 1877 einer der Indianerverträge, der Treaty 7 (Vertrag 7) geschlossen wurde.

## Demographie
Der Zensus im Jahr 2016 ergab für die Gemeinde eine Bevölkerungszahl von 3685 Einwohnern, nachdem der Zensus im Jahr 2011 für die Gemeinde noch eine Bevölkerungszahl von 8475 Einwohnern ergab. Die Bevölkerung hat dabei im Vergleich zum letzten Zensus im Jahr 2011 entgegen der Entwicklung in der Provinz um 1,2 % abgenommen, während der Provinzdurchschnitt bei einer Bevölkerungszunahme von 11,6 % lag. Im Zensuszeitraum 2006 bis 2011 hatte die Einwohnerzahl in der Gemeinde noch leicht um 1,7 % zugenommen, während sie im Provinzdurchschnitt um 10,8 % zunahm.

## Verkehr
Drei Kilometer nördlich des Zentrums verläuft der Alberta Highway 3, Crowsnest Highway. Pincher Creek ist weiterhin das nördliche Ende des Highway 6, der von der Grenze zu den USA und dem Waterton-Lakes-Nationalpark herführt. Nördlich der Stadt verläuft außerdem die kontinentale Hauptstrecke der Canadian Pacific Railway. Der örtliche Flughafen (IATA-Code: WPC, ICAO-Code: CZPC, Transport Canada Identifier: -) liegt nordwestlichen der Stadtgrenze und hat eine asphaltierte Start- und Landebahn von 2011 m Länge.

## Söhne und Töchter der Stadt
- Henri Routhier (1900–1989), römisch-katholischer Erzbischof von Grouard-McLennan
- John Willis Ambrose (1904–1974), Geologe
- Frank Lynch-Staunton (1905–1990), Politiker
- Beverley McLachlin (* 1943), Vorsitzende des Obersten Gerichtshofes